# Counter-Espionage
Counter-Espionage is een Amerikaanse oorlogsfilm uit 1942 onder regie van Edward Dmytryk. De personages uit de film zijn gebaseerd op de boeken van de Amerikaanse auteur Louis Joseph Vance.

## Verhaal
De Londenaar Michael Lanyard was vroeger een misdadiger, maar tegenwoordig verdient hij de kost als verslaggever. Tijdens de Tweede Wereldoorlog gaat hij samen met zijn trouwe huisknecht James op zoek naar een groep Duitse spionnen. Hij wordt verliefd op een vrouw, waarvan hij eerst dacht dat ze een spionne was.

## Rolverdeling
| Acteur          | Personage                |
| --------------- | ------------------------ |
| Warren William  | Michael Lanyard          |
| Eric Blore      | Jamison                  |
| Hillary Brooke  | Pamela Hart              |
| Thurston Hall   | Inspecteur Crane         |
| Fred Kelsey     | Detective Wesley Dickens |
| Forrest Tucker  | Anton Schugg             |
| Matthew Boulton | Inspecteur Stephens      |
| Kurt Katch      | Gustav Soessel           |
| Morton Lowry    | Kurt Weil                |
| Leslie Denison  | Harvey Leeds             |
| Billy Bevan     | George Barrow            |
| Stanley Logan   | Sir Stafford Hart        |
| Tom Stevenson   | Politieagent Hopkins     |